# Kevin Murphy
Kevin Marquis Murphy (Atlanta, 6 marzo 1990) è un cestista statunitense.

## Carriera
È stato selezionato dagli Utah Jazz al secondo giro del Draft NBA 2012 (47ª scelta assoluta).

## Palmarès

### Squadra
- Supercoppa di Lega Adriatica: 1

Cedevita Zagabria: 2017

### Individuale
- All-NBDL First Team (2014)